# Mario Bampi
Mario Bampi (* 30. Januar 1938 in Trient) ist ein ehemaliger italienischer Radrennfahrer.

## Sportliche Laufbahn
Bampi war als Straßenradsportler aktiv. Bei den UCI-Straßen-Weltmeisterschaften 1958 verpasste er im Endsprint beim Sieg von Gustav-Adolf Schur zeitgleich als Vierter nur knapp das Podium. 1959 gewann er eine Etappe der Internationalen Friedensfahrt, schied nach einem Sturz im Verlauf des Rennens dann aus. 1960 startete er für das Radsportteam Molteni als Berufsfahrer und fuhr für seinen Kapitän Guido Messina den Giro d’Italia (69. Platz), ebenso 1961 (57. Platz).  Im Profi-Metier konnte er sich nicht durchsetzen und beendete 1962 seine Laufbahn.